# 伍德森 (伊利諾伊州)
伍德森（英語：Woodson）是位於美國伊利諾伊州摩根縣的一個村落。

## 地理
伍德森的座標為39°37′39″N 90°13′31″W / 39.62750°N 90.22528°W，而該地最高點為海拔高度204米（即669英尺）。

## 人口
根據2010年美國人口普查的數據，伍德森的面積為1.01平方千米，當中陸地面積為1.01平方千米，而水域面積為0.00平方千米。當地共有人口512人，而人口密度為每平方千米506人。